# Kostka Bedlam

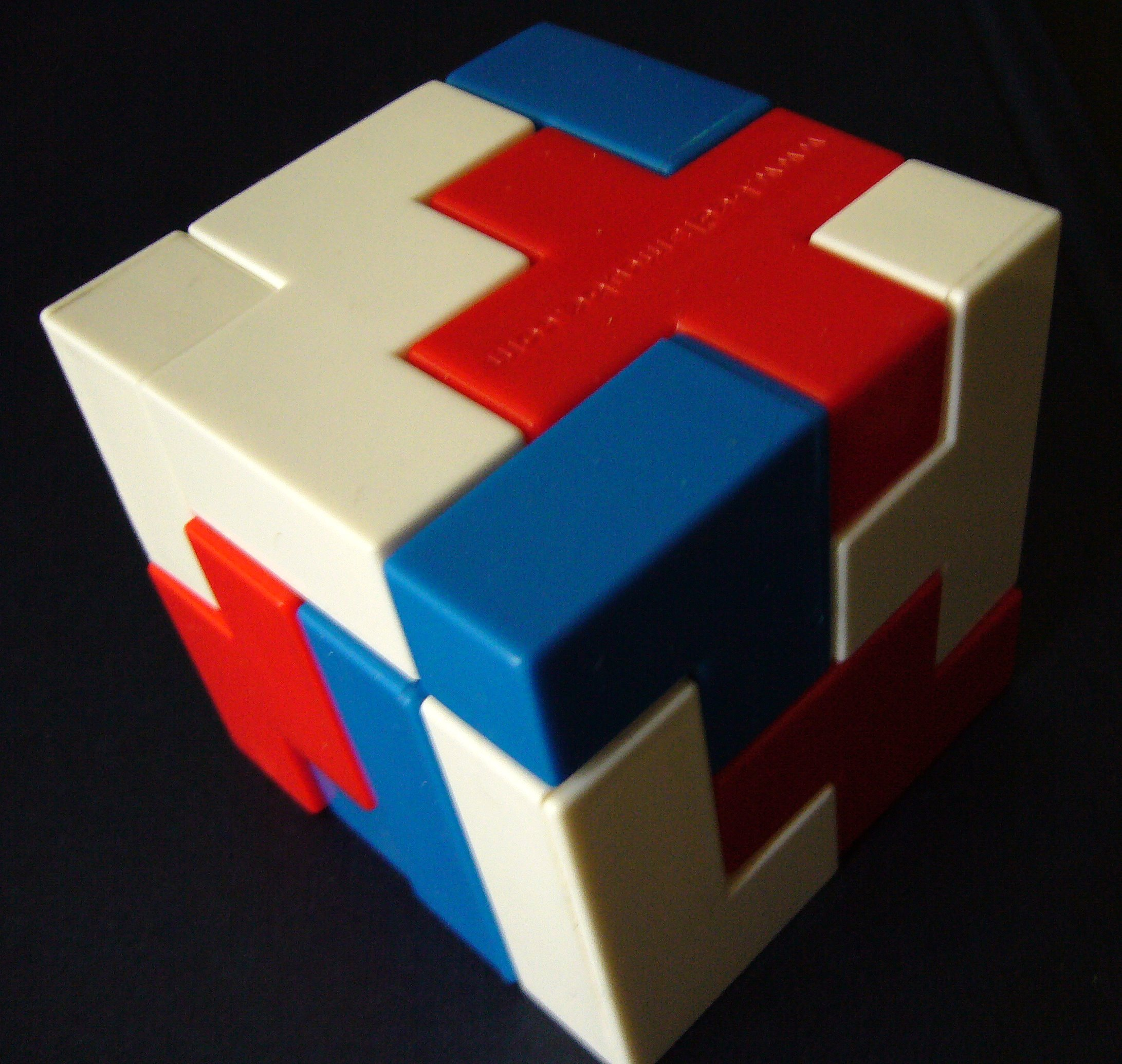
Kostka Bedlama

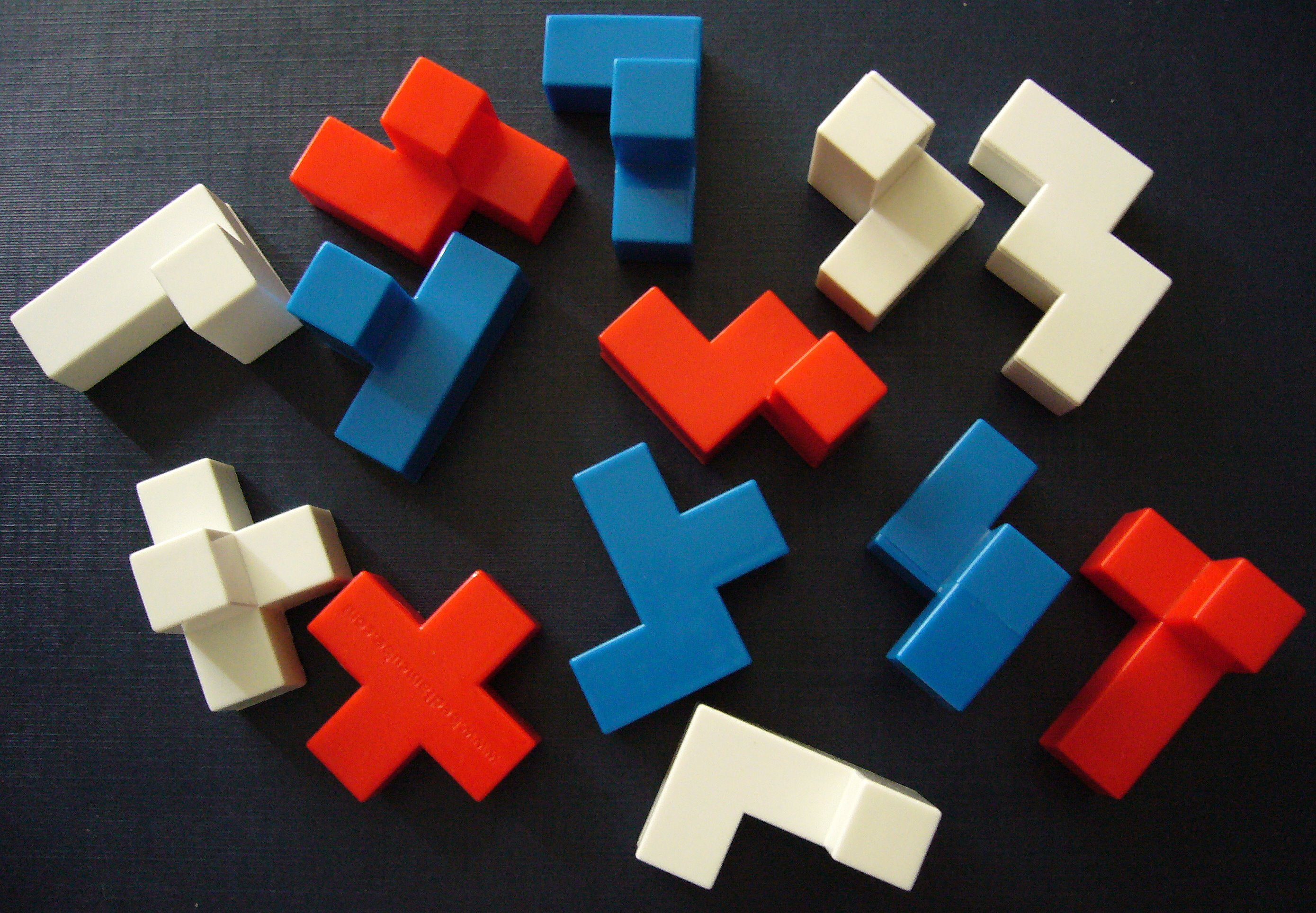
Elementy kostki Bedlama

Kostka Bedlama – składająca się z 13 elementów łamigłówka manualna wymyślona przez Bruce'a Bedlama. Celem łamigłówki jest ułożenie sześciennej kostki 4x4x4. Można to zrobić na 19 186 sposobów (wliczając w to odbicia i rotacje).
Łamigłówka składa się z 12 elementów stworzonych z 5 sześcianów oraz jednego, który składa się z czterech sześcianów.